# 本·克羅斯
本·克羅斯（英語：Ben Cross，1947年12月16日—2020年8月18日）是英國資深男演員。

## 生平
他在1981年電影烈火戰車中飾演英國運動員哈諾德·亞伯拉罕。他出生在倫敦一個工人階級天主教家庭。